# Аптека-музей (Київ)
Аптека-музей — діюча аптека і музей на Подолі в місті Київ.

## Історія
На Подолі ця аптека з'явилася в 1728 році, її власником був німець Йоган Гейтер (Ейстер). Після його смерті аптеку успадкував його зять Георг-Фрідріх Бунге (1722—1792), провізор військової аптеки при госпіталі. Аптекою цей заклад був 111 років, до 1839 року.
Родина Бунге була знана не тільки в Києві, але і загалом у Росії XIX століття. Онук Георга-Фрідріха Микола Християнович Бунге (1823—1895) — політичний діяч, ректор Університету Св. Володимира, міністр-реформатор, прем'єр-міністр Російської імперії.
У 1988 році, після реставрації, тут відкрився музей. Колекція музею становить понад 50,000 експонатів, серед яких — аптечний посуд, меблі, знаряддя для виготовлення ліків, аптечна упаковка, фармакопеї XIX та ХХ століть, російські, польські, українські, німецькі та інші матеріали з аптечної справи. Експозиція музею відтворює аптеку XVIII—XIX століть. Має 12 залів, зокрема, такі як кабінет аптекаря, хата знахарки, лабораторія алхіміка та інші.

## У кіно
В аптеці-музеї проходили знімання телефільму Сувенір з Одеси.

## Галерея
|                            |  |                               |  |                  |  |  |
| Експозиція першого поверху |  | Фігура алхіміка в лабораторії |  | Кімната знахарки |  |  |